# Juan Carreño
Juan Carreño Lara (14 august 1909 – 16 decembrie 1940) a fost un fotbalist mexican, care a participat la Campionatul Mondial de Fotbal 1930. A fost primul mexican care a marcat la Campionatul Mondial de Fotbal. În timpul turneului juca la Atlante F.C.. Tot el a marcat primul gol al Mexicului la Jocurile Olimpice din Amsterdam în 1928. A murit de apendicită la 31 de ani.